# José María Aierdi
José María Aierdi Fernández de Barrena (en euskera: Jose Mari Aierdi. Echauri, Navarra, 1958) es un político español de Navarra. Actual consejero de Desarrollo rural y medio ambiente. Antes de desempeñar cargos en el gobierno de Navarra, fue alcalde de Lecumberri durante 31 años (1984-2015).

## Biografía
Natural de la localidad navarra de Echauri, se diplomó en Educación General Básica.

## Trayectoria
En 1984 fue nombrado alcalde de Larráun (valle y municipio al que pertenecía Lecumberri) por la formación política Eusko Alkartasuna. En 1992, con la segregación de Lecumberri como municipio independiente, Aierdi se mantuvo como alcalde de la localidad mientras se eligió a otro alcalde para Larraún.
En 1994 fundó el Consorcio Turístico del Plazaola que presidió hasta 2006. En 1997 fue uno de los fundadores de la cooperativa de Alimentos Artesanos de Navarra, Napar Bideak. También fue responsable de la Sociedad agraria de transformación Bikain de Larraún hasta 2015.
En las elecciones al Parlamento de Navarra de 1999, aún como alcalde de Lecumberri, estuvo en las listas de la coalición electoral formada por su partido, Eusko Alkartasuna, junto con el Partido Nacionalista Vasco. Obtuvo acta de diputado para la V legislatura de Navarra (1999-2003).
En 2011, con el fin de la coalición Nafarroa Bai y la formación de la nueva coalición Amaiur, Aierdi se presentó a las elecciones municipales en Lecumberri de la mano de la agrupación de electores Lekunberriko Taldea en vez de por Eusko Alkartasuna. En 2015 dejó el cargo de alcalde Lecumberri que había ostentado durante 31 años (los seis primeros años como núcleo capital de Larraús y los siguientes veinticinco como municipio independiente) para pasar a asumir la gerencia de la empresa pública Nasuvinsa (Navarra de Suelo y Vivienda, S.A. dentro de la Corporación Pública Empresarial de Navarra).
En agosto de 2019, la presidente de Navarra, María Chivite (PSN), nombró a Aierdi vicepresidente segundo de Navarra junto con la consejería de ordenación del territorio, vivienda, paisaje y proyectos estratégicos. En agosto de 2023, tras las elecciones de ese año, pasó a ser consejero de Desarrollo rural y medio ambiente del nuevo gobierno.
Está casado con Idoya Olascoaga.